# Seven Tears
Seven Tears je sedmé studiové album nizozemské hardrockové skupiny Golden Earring, vydané v roce 1971 společností Polydor Records. Produkoval jej manažer kapely Fred Haayen, stejně jako všechna předchozí alba. Umístilo se na první příčce nizozemské hitparády.

## Seznam skladeb
Všechny skladby napsal George Kooymans, pokud není uvedeno jinak.
| Pořadí         | Název                          | Autor                      | Délka |
| -------------- | ------------------------------ | -------------------------- | ----- |
| 1.             | Silver Ships                   |                            | 5:40  |
| 2.             | The Road Swallowed Her Name    |                            | 4:07  |
| 3.             | Hope                           | Rinus Gerritsen, Barry Hay | 4:46  |
| 4.             | Don't Worry                    | Hay                        | 3:20  |
| 5.             | She Flies on Strange Wings     |                            | 7:22  |
| 6.             | This Is the Other Side of Life |                            | 3:19  |
| 7.             | You're Better Off Free         |                            | 6:44  |
| Celková délka: | Celková délka:                 | Celková délka:             | 35:18 |

## Sestava
- Rinus Gerritsen – baskytara, klávesy
- Barry Hay – flétna, zpěv
- George Kooymans – kytara, zpěv
- Cesar Zuiderwijk – bicí
- Fred Haayen – producent